# Saskatchewan Junior Hockey League
Saskatchewan Junior Hockey League, SJHL, är en juniorishockeyliga som är baserat i den kanadensiska provinsen Saskatchewan och är exklusivt för ishockeyspelare som är mellan 16 och 20 år gamla. Ligan är sanktionerad av både Hockey Canada och Saskatchewan Hockey Association.
SJHL grundades 1968 som Saskatchewan Amateur Junior Hockey League och 1973 bytte man till det nuvarande namnet. 1980 valde man att byta tillbaka till det gamla namnet, det varade fram till 1988 när man antog det nuvarande namnet igen.

## Lagen

### Nuvarande
Källa: 
| Global AG Risk Division - Battlefords North Stars - Humboldt Broncos - Kindersley Klippers - Notre Dame Hounds | Sherwood Division - Flin Flon Bombers - La Ronge Ice Wolves - Melfort Mustangs - Nipawin Hawks | Viterra Division - Estevan Bruins - Melville Millionaires - Weyburn Red Wings - Yorkton Terriers |

### Tidigare
| - Lebret Eagles - Lloydminster Lancers - Minot Top Guns - Moose Jaw Canucks | - Prince Albert Raiders - Regina Blues - Regina Pats - Regina Silver Foxes | - Saskatoon Olympics - Saskatoon Rage - Swift Current Broncos - Swift Current Indians |

## Mästare
Samtliga lag som har vunnit Canalta Cup som ges ut till det vinnande laget av SJHL:s slutspel.
| - 1968–1969: Regina Pats - 1969–1970: Weyburn Red Wings - 1970–1971: Weyburn Red Wings - 1971–1972: Humboldt Broncos - 1972–1973: Humboldt Broncos - 1973–1974: Prince Albert Raiders - 1974–1975: Swift Current Broncos - 1975–1976: Prince Albert Raiders - 1976–1977: Prince Albert Raiders - 1977–1978: Prince Albert Raiders - 1978–1979: Prince Albert Raiders - 1979–1980: Prince Albert Raiders - 1980–1981: Prince Albert Raiders - 1981–1982: Prince Albert Raiders - 1982–1983: Yorkton Terriers - 1983–1984: Weyburn Red Wings - 1984–1985: Estevan Bruins | - 1985–1986: Humboldt Broncos - 1986–1987: Humboldt Broncos - 1987–1988: Notre Dame Hounds - 1988–1989: Humboldt Broncos - 1989–1990: Nipawin Hawks - 1990–1991: Yorkton Terriers - 1991–1992: Melfort Mustangs - 1992–1993: Flin Flon Bombers - 1993–1994: Weyburn Red Wings - 1994–1995: Weyburn Red Wings - 1995–1996: Melfort Mustangs - 1996–1997: Weyburn Red Wings - 1997–1998: Weyburn Red Wings - 1998–1999: Estevan Bruins - 1999–2000: Battlefords North Stars - 2000–2001: Weyburn Red Wings - 2001–2002: Kindersley Klippers | - 2002–2003: Humboldt Broncos - 2003–2004: Kindersley Klippers - 2004–2005: Yorkton Terriers - 2005–2006: Yorkton Terriers - 2006–2007: Humboldt Broncos - 2007–2008: Humboldt Broncos - 2008–2009: Humboldt Broncos - 2009–2010: La Ronge Ice Wolves - 2010–2011: La Ronge Ice Wolves - 2011–2012: Humboldt Broncos - 2012–2013: Yorkton Terriers - 2013–2014: Yorkton Terriers - 2014–2015: Melfort Mustangs - 2015–2016: Melfort Mustangs - 2016–2017: Battlefords North Stars - 2017–2018: Nipawin Hawks |

## Spelare

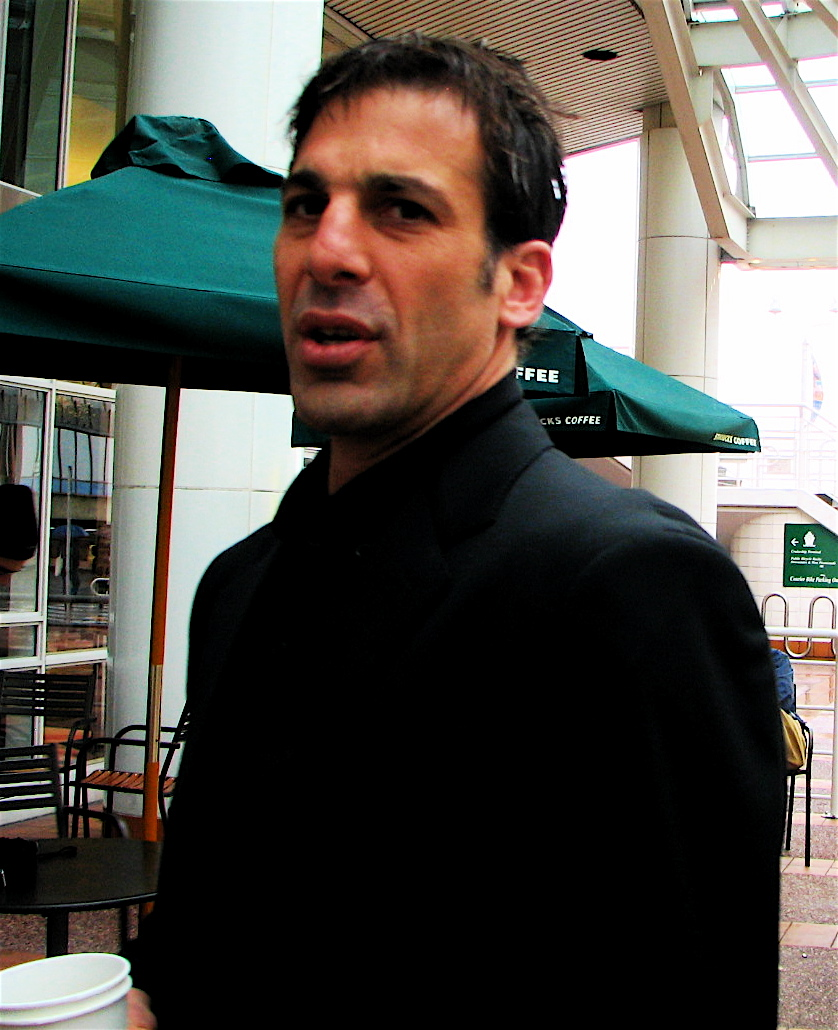
Chris Chelios.

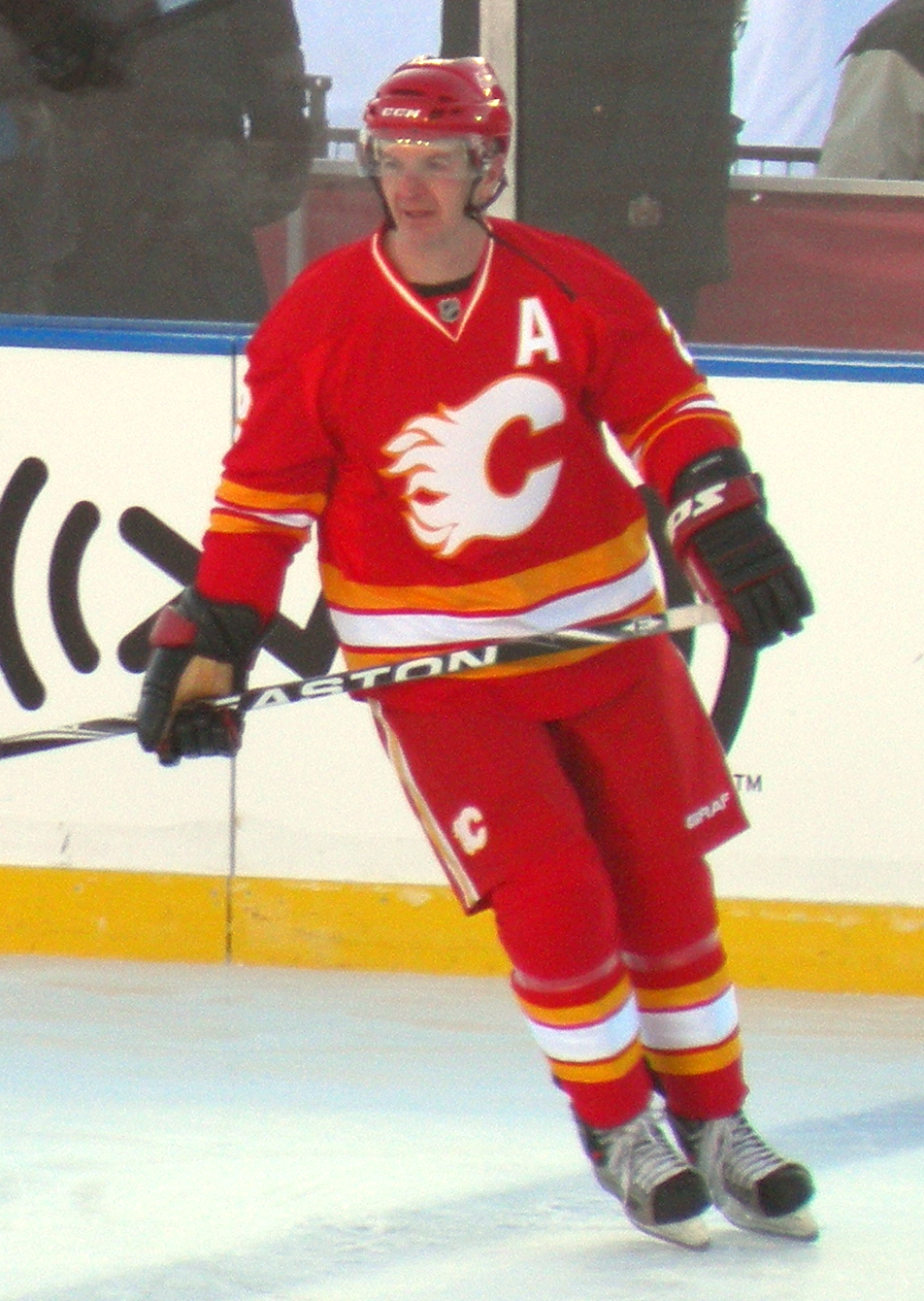
Al MacInnis.

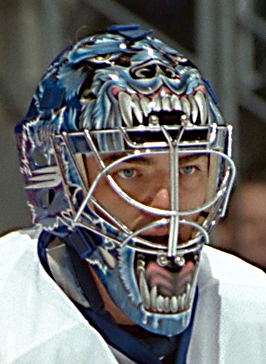
Curtis Joseph.

Ett urval av ishockeyspelare som har spelat en del av sina ungdomsår i SJHL och är/var etablerad och/eller har spelat minst 200 grundspelsmatcher i den nordamerikanska proffsligan National Hockey League (NHL).
| Målvakter - Ron Hextall - Curtis Joseph | Backar - Sheldon Brookbank - Garth Butcher - Chris Chelios - Brett Clark - Ken Daneyko - Curt Giles - Larry Giroux - Brian Glynn - Eric Gryba - Dean Kennedy - Al MacInnis - Keith Magnuson - Josh Manson - Brad McCrimmon - Steve McKenna - Barry Melrose - Willie Mitchell - James Patrick - Damon Severson | Forwards - Brent Ashton - Rod Brind'Amour - Kelly Buchberger - Lindsay Carson - Pat Conacher - Ron Delorme - Derek Dorsett - Ruslan Fedotenko - Dirk Graham - Darin Kimble - Joe Kocur - Chris Kunitz - Mark Lamb - Kent Manderville - Nevin Markwart - Greg Paslawski - Scott Pellerin - Brian Propp - Teddy Purcell - Brad Richards - Don Saleski - Jaden Schwartz - Jarret Stoll - Esa Tikkanen - Dave Tippett - Doug Wickenheiser |